# Enrique León Calviño
Enrique León Calviño (Verín, 1 d'agost de 1944) és un policia i polític gallec del PSdeG-PSOE.

## Carrera professional
Després d'acabar el batxillerat, va aprovar les oposicions a policia, i després de treballar dos anys a Barcelona, el 1970 va ser destinat a Vilagarcía de Arousa. El 1995 va ser ascendit a inspector en cap i el 1999 va assumir el lideratge de la brigada de la Unitat de Droga i Crim Organitzat de Galícia. El 2001 va ser destinat com a comissari a Santiago de Compostel·la, on va romandre fins al 2006. En aquell moment, per motius d'edat, va passar a una segona feina sense destinació, i va acceptar l'oferta d'entrar en política.
S'acabà presentant com a candidat del PSdeG-PSOE a l'alcaldia de Vilagarcía d'Arousa a les eleccions municipals del 2007, després de la jubilació de l'anterior alcalde Javier Gago López. Va aconseguir convertir-se en la força més votada, sent elegit alcalde el 16 de juny amb el suport del BNG i arribant a liderar un govern de coalició amb ells, tot i que en minoria amb 10 dels 21 regidors. Només unes setmanes més tard, la Junta Electoral Central va estipular que un agent de policia en un segon lloc de treball no podia ser elegit com a regidor per la seva feina, encara que estigués a la reserva. Tanmateix, la Junta Electoral s'acabaria declarant incompetent per prendre decisions en aquest sentit. Després d'avaluar la situació, Enrique León Calviño va decidir dimitir el 9 de juliol, per la qual cosa el seu mandat no va durar més d'un mes.
El 5 d'abril de 2024 fou premiat amb el Premio de Dereitos Humanos pel Colexio da Avogacía de Santiago lliurant-li la medalla d'or per la seva trajectòria i la seva col·laboració "amb la professió jurídica i tot el sistema judicial durant molts anys".
Actualment, és membre de la Fundación Galega contra o Narcotráfico.